# Secrets compartits
 Secrets compartits  (títol original: Prime) és una pel·lícula estatunidenca dirigida per Ben Younger i estrenada el 2005. Ha estat doblada al català.

## Argument
Rafi Gardet és una dona de 37 anys que s'acaba de divorciar. Se sent perduda i consulta una psiquiatra, Lisa Metzger, que l'ajuda a trobar el seu camí. Llavors coneix David Bloomberg, un jove de 23 anys. Se n'enamora bojament i comença una relació amb ell. Tanmateix, el seu fill, de 14 anys, es formula tones de preguntes. També comparteix la intimitat de la seva relació amb David amb la seva psiquiatra, sense saber que és la mare de David, que, secretament, s'oposa a la seva relació, perquè Rafi no tan sols és més gran que el seu fill, sinó que també és divorciada i, a més, no és jueva, cosa que sembla que no agrada a Lisa Metzger, ja que la seva família ho és.

## Repartiment
- Uma Thurman: Rafi Gardet
- Meryl Streep: Lisa Metzger
- Bryan Greenberg: David Bloomberg
- Jon Abrahams: Morris
- Jerry Adler: Sam
- Doris Belack: Blanch
- Aubrey Dollar: Michelle
- Ato Essandoh: Damien
- Zak Orth: Randall
- Annie Parisse: Katherine
- John Rothman: Jack Bloomberg
- Naomi Aborn: Dinah Bloomberg

## Al voltant de la pel·lícula
- El rodatge va començar el 15 de setembre de 2004 i es va desenvolupar a Nova York.
- Sandra Bullock inicialment havia d'interpretar el paper de Rafi, però volia refer una part important del guió i, davant del rebuig del realitzador, va deixar el projecte només dues setmanes abans de començar el rodatge.

## Rebuda
"Funciona per les interpretacions. (...) En general, en vaig sortir satisfet." 

## Banda original
- Ghostguió (remix), interpretat per RJD2
- You Can't Turn Me Away, interpretat per Sylvia Striplin
- Deh Vieni, Non Tardar, compost per Wolfgang Amadeus Mozart i interpretat per Leah Daniel
- She's Got Me (remix), interpretat per Daniel Merriweather
- Astro, interpretat per ©paWL
- The Duke, interpretat per Ryan Shore
- Rock Candy, interpretat per Fred Ones
- Groove 2000, interpretat per Jamie Dunlap, Stephen Lang i Scott Nickoley
- Paris, interpretat per Ryan Shore
- 4 My S&T's, interpretat per Sam Strange
- Won't Be Long, interpretat per Daniel Merriweather
- Dejenme Vivir, interpretat per Charanga Cubana
- In A Sentimental Mood, interpretat per Duke Ellington i John Coltrane
- Shelter, interpretat per Ray LaMontagne
- Peach Trees, interpretat per Rufus Wainwright
- Lester, interpretat per Ryan Shore
- Freaks of The Industry, interpretat per Digital Underground
- Lay Low, interpretat per Mark Ronson i Debbie Nova
- Civray, interpretat per Ryan Shore
- Jewish Freylakh, interpretat per Gypsy Balalaikas
- Holdin' On, interpretat per Citizen Cope
- Fake French, interpretat per Le Tigre
- Isn't This A Lovely Day, interpretat per Stacey Kent
- You're No Good, interpretat per ESG
- Try, interpretat per Bugge Wesseltoft i Sidsel Endresen
- Get Money, interpretat per Junior M.A.F.I.A
- I Wish You Love, interpretat per Rachael Yamagata